# Rosso di Montalcino
Rosso di Montalcino ist ein Rotwein, der in der italienischen Gemeinde Montalcino in der Provinz Siena (Toskana) erzeugt wird. Es ist ein sogenannter „Zweitwein“, der den Winzern die Möglichkeit gibt, selbst dann Weine zu verkaufen, wenn sie nicht den hohen Anforderungen des Brunellos genügen (z. B. Trauben aus jüngeren Anpflanzungen oder nicht adäquate Qualitäten). Er wird allgemein als leichter und fruchtbetonter beschrieben und ist „ein bezahlbarer Einstieg in die Königsklasse“. Seit 1983 besitzt der Rosso di Montalcino eine „kontrollierte Herkunftsbezeichnung“ (Denominazione di origine controllata – DOC). Diese wurde zuletzt am 7. März 2014 aktualisiert. Die Denomination sieht vor, dass die Trauben von den gleichen Anbauflächen stammen dürfen wie die Trauben für den Brunello. Dies gibt den Winzern maximale Flexibilität und einen ökonomischen Ausgleich in eher schwachen Erntejahren.

## Geschichte
Montalcino, etwa 100 km südlich von Florenz gelegen, ist weltweit bekannt durch den Brunello di Montalcino, der hier erzeugt wird. Bereits im 19. Jahrhundert untersuchte der gelernte Chemiker Clemente Santi auf seinem Weingut „Il Greppo“ das Zusammenspiel zwischen Rebsorten und Boden. Sein Enkel Ferruccio stellte 1888 einen Wein aus Sangiovese-Trauben her und ließ ihn in Eichenfässern reifen. Der Rotwein war stark und samtig. In über 50 Jahren, die darauf folgten, gab es nur vier abgefüllte Jahrgänge: 1888, 1891, 1925 und 1945. Diese werden heute zu Fantasiepreisen gehandelt. Daher war der Rosso di Montalcino eine willkommene Ergänzung.

## Anbau
Der Anbau ist nur in der Gemeinde Montalcino (Provinz Siena) gestattet. Die Trauben dürfen von den gleichen Rebflächen geerntet werden, auf denen der Brunello di Montalcino angebaut werden darf.

## Erzeugung
Der Sangiovese (in Montalcino auch Brunello genannt) ist die einzige zugelassene Rebsorte. Die Produktionsvorschriften sind weniger restriktiv als für den Brunello. Der Hektarhöchstertrag beträgt 90 Doppelzentner pro Hektar, der Mindestalkoholgehalt liegt bei 12 % und die vorgeschriebene Ausbauzeit beläuft sich lediglich auf ein knappes Jahr. Er darf ab dem 1. September des auf die Ernte folgenden Jahres vermarktet werden und der Ausbau in Holzfässern ist nicht vorgeschrieben.
Im Jahr 2016 wurden von 459 ha Rebfläche 28.910 hl DOC-Weine erzeugt.

## Beschreibung
Laut Denomination (Auszug):
- Farbe: intensiv rubinrot
- Geruch: charakteristisch und intensiv
- Geschmack: trocken, warm, leichte Tanninnote
- Alkoholgehalt: mindestens 12,0 Vol.-%
- Säuregehalt: mind. 5,0 g/l
- Trockenextrakt: mind. 22,0 g/l